# Shintōgo Kunimitsu
Shintōgo Kunimitsu est un nom japonais traditionnel ; le nom de famille (ou le nom d'école), Shintōgo, précède donc le prénom (ou le nom d'artiste).
Shintōgo Kunimitsu (新藤五国光) est un forgeron japonais célèbre pour ses tantō. Il est le fondateur de la tradition soshu-den. Sa création la plus ancienne est datée de 1293. Il est actif durant les ères Einin, Shōwa et Enkyō, généralement reconnu comme le professeur des maîtres forgerons Masamune, Yukiimitsu et Norishige. Cela est dû à diverses similitudes de style et de fabrication qui indiquent que Masamune était presque certainement son élève.
Un exemple de son travail est connu sous le nom « Aizu Shintōgo » ; c'est un tantō de 25,4 cm de long.
Il avait plusieurs fils qui vraisemblablement ont conçu un certain nombre d'épées sous son nom.

Tantō réalisés par Shintōgo Kunimitsu
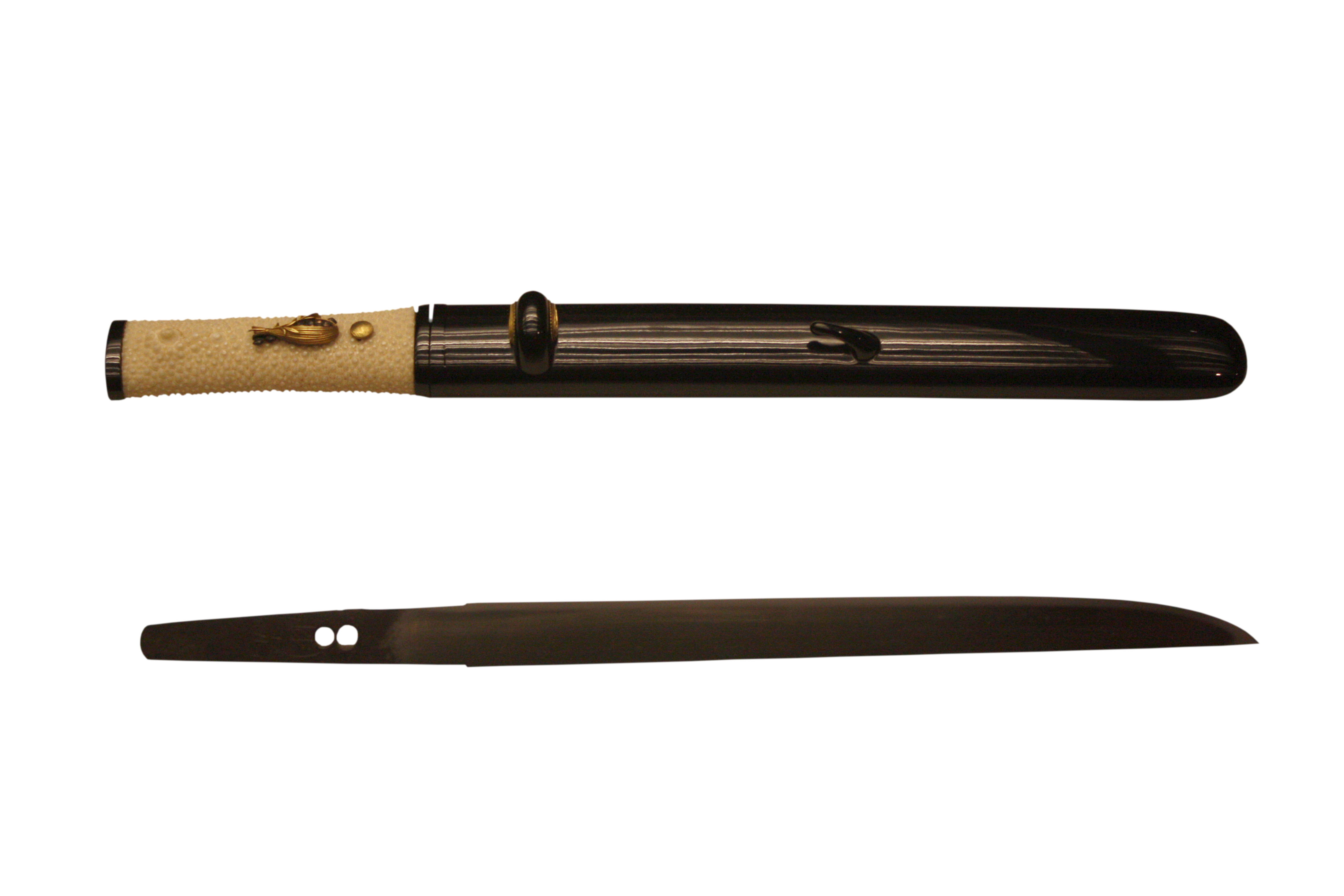
Lame et monture de Tantō, exposées au British Museum
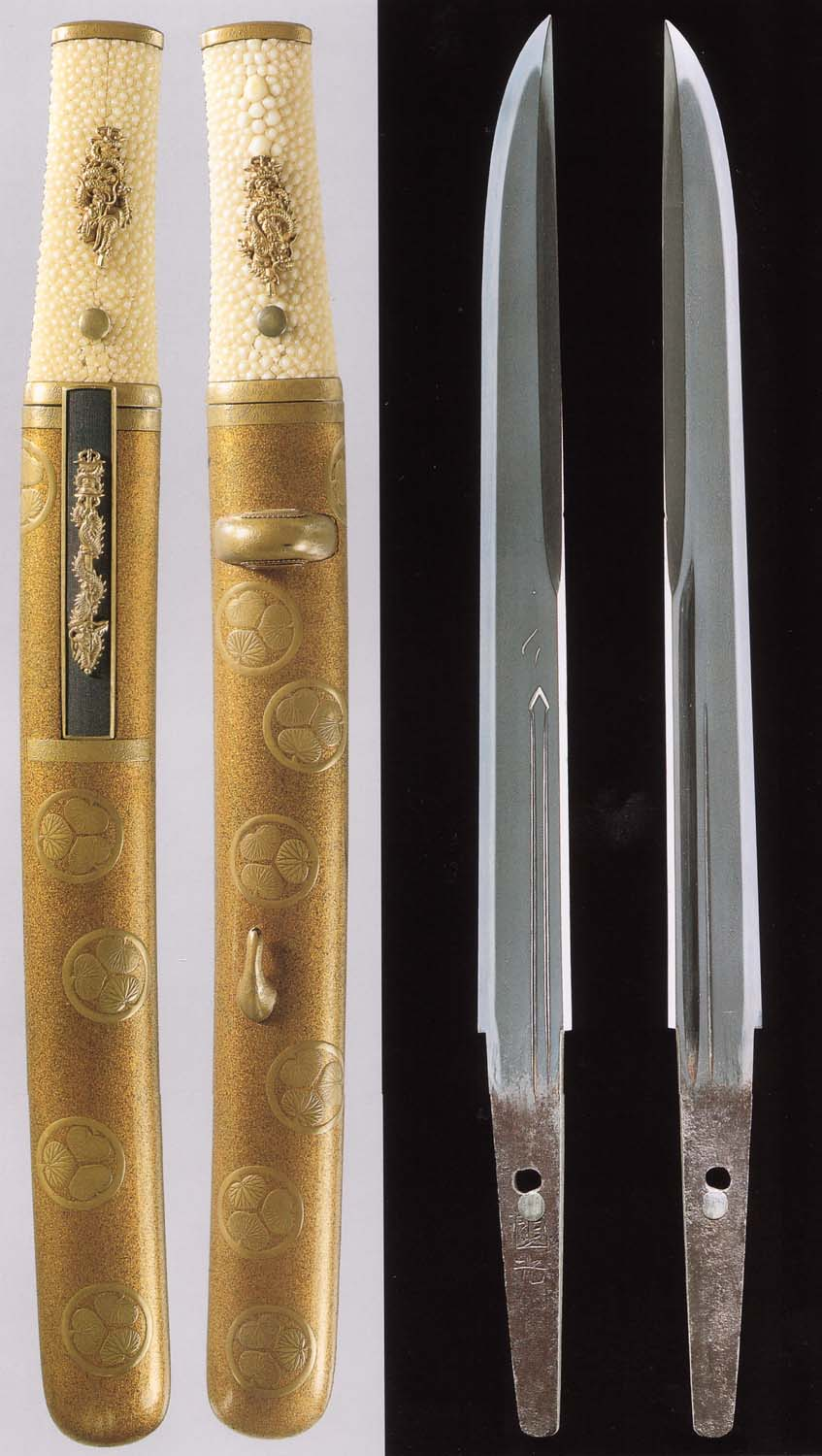
Lame et monture de Tantō, exposées au Sano Art Museum

## Source de la traduction
- (en) Cet article est partiellement ou en totalité issu de l’article de Wikipédia en anglais intitulé « Shintōgo Kunimitsu » (voir la liste des auteurs).